# Petras Šimeliūnas
Petras Šimeliūnas (ur. 1959) – litewski dyplomata, w latach 2010-13 ambasador Republiki Litewskiej w Indiach. 

## Życiorys
W 1995 rozpoczął pracę w Ministerstwie Spraw Zagranicznych. W latach 2003–2007 był radcą ministerialnym w Ambasadzie Republiki Litewskiej we Francji, następnie przez okres dwóch lat dyrektorem Wydziału Promocji Eksportu i Inwestycji MSZ. W latach 2009–2010 pracował w Wydziale Ameryki Łacińskiej, Azji i Pacyfiku.  
W latach 2010–13 był ambasadorem Litwy w Indiach. 